# Азербејџанска дијаспора
Азербајџанска дијаспора представља заједнице Азербејџанаца који живе изван места њиховог етничког порекла: Азербејџана и иранског региона Азербејџана. Термин Азербејџанске дијаспоре односи се на глобалну заједницу етничких Азербејџанаца.

Према етнолозија, од 1993. године било је преко милион азербејџанских говорника северног дијалекта у јужном Дагестану, Јерменији, Естонији, Грузији, Казахстану, Киргистану, Русији, Туркменистану и Узбекистану. Други извори, као што су национални пописи, потврђују присуство Азербејџанаца у читавом бившем Совјетском Савезу. Етнолошке фигуре су застареле у случају Јерменије, где је конфликт у Нагорно-Карабаху утицао на становништво Азербејџана

## Историја азербејџанске дијаспоре
Главна миграција азербејџанског народа десила се истовремено када су почеле и турске миграције између 6. и 11. века . Становништво Азербејџана настанило је већи део централне Азије, Европе и Блиског истока. У наредним вековима локално становништво је почело да се асимилује са мигрантима из Азербејџана.
Државни одбор Азербејџанске републике за рад са дијаспором основан је за потребе успостављања комуникације са дијаспором и покретање нових друштава и организација. 2004. године комисија је извршила стварање око 40 нових азербејџанских заједница широм света.

## Становништво по државама
| Ранг | Држава                                                    | Попис                                               | Тренутна популација      |
| ---- | --------------------------------------------------------- | --------------------------------------------------- | ------------------------ |
| 1    | Русија (укључујући и становништво које привремено борави) | 603,070 (2010)                                      | 1,500,000 до 3.000.000   |
| 2    | Турска                                                    |                                                     | 80,000                   |
| 3    | Грузија                                                   | 284,761 (2002)                                      | 360,000 (2007)           |
| 4    | Казахстан                                                 | 85,292 (2009)                                       | 150,000                  |
| 5    | Немачка                                                   | 15,219 (2006)                                       | 200,000                  |
| 6    | Украјина                                                  | 45,176 (2001)                                       |                          |
| 7    | Холандија                                                 |                                                     | 7,000 — 18,000 (2009)    |
| 8    | Киргистан                                                 | 17,267(2009)                                        |                          |
| 9    | Уједињено Краљевство                                      |                                                     | 15,000 (2009)            |
| 10   | Сједињене Америчке Државе                                 | 14,205 Азербејџан(2000) - 40,400 Ирански Азербејџан | 400,000                  |
| 11   | Канада                                                    | 4,580 (2011)                                        | 80,000                   |
| 12   | Француска                                                 |                                                     | 71,112 (1,112 азиланата) |
| 13   | Узбекистан                                                | 44,410 (1989)                                       |                          |
| 14   | Туркменистан                                              | 33,365 (1989)                                       |                          |
| 15   | Уједињени Арапски Емирати                                 | 7,000 (2015)                                        |                          |
| 16   | Белорусија                                                | 5,567 (2009)                                        |                          |
| 17   | Летонија                                                  | 1,697 (2001)                                        |                          |
| 18   | Естонија                                                  | 880 (2000)                                          |                          |
| 19   | Литванија                                                 | 788                                                 |                          |
| 20   | Таџикистан                                                | 800 (2000)                                          |                          |
| 21   | Аустралија                                                | 1,036                                               |                          |
| 22   | Аустрија                                                  | 1,159                                               |                          |
| 23   | Данска                                                    | 231                                                 |                          |
| 24   | Литванија                                                 | 788                                                 |                          |
| 25   | Јерменија                                                 | непознат податак                                    |                          |